# Aderus pallidobinotatus
Aderus pallidobinotatus is een keversoort uit de familie schijnsnoerhalskevers (Aderidae). De wetenschappelijke naam van de soort werd in 1934 gepubliceerd door Maurice Pic.